# بوب سانت كلير
بوب سانت كلير (بالإنجليزية: Bob St. Clair)‏ هو لاعب كرة قدم أمريكية وسياسي أمريكي، ولد في 18 فبراير 1931 في سان فرانسيسكو في الولايات المتحدة، وتوفي في 20 أبريل 2015 في سانتا روسا في الولايات المتحدة.